# 白岩亮治
白岩 亮治（しらいわ りょうじ、1890年3月21日 - 1971年11月17日）は、宮城県桃生郡矢本町（現・同県東松島市）出身で尾車部屋に所属した大相撲力士。本名は奥田 亮二。身長173cm、体重90kg。現役引退後は、年寄として後進の指導につとめた。

## 来歴
19歳の時に尾車部屋へ入門し、1910年1月場所で初土俵を踏んだ。「白岩」の四股名は､故郷に大きな白い岩があったことに因む｡
昇進は順調で、1915年6月場所で新十両に昇進した。その直後、師匠が亡くなり、所属力士らは峰崎部屋に預けられる。その間、1919年1月場所で新入幕した。
もろはずにかかっての押しを得意としたが、地味な取り口であった。入幕後十両に落ちることもなく、39歳まで現役で取っていたこともあり、元々の老け顔もあって周囲からは「白岩老」と呼ばれることもしばしばだった。仕切りで腰を上下に動かす癖が有った。兄弟子の金ノ花（後「大戸平」に改名、最高位・関脇）が尾車部屋を再興すると、再び尾車部屋に所属した。最高位は西前頭2枚目であった。
1921年5月には大錦を猛突っ張りで追い詰めながら惜敗したが、髪が振り乱れた大錦に睨まれた。
1926年 1月10日目に大蛇山と大熱戦の末に取り直しとされたが、疲労のため棄権して東京相撲では初の幕内不戦敗が適用された。
1929年9月場所限りで引退し、年寄・立田山から同・音羽山を襲名。
その後音羽山部屋を興し、後の幕内力士・吉田川清四郎を育てたが、まもなく弟子を時津風部屋に預けて部屋を閉じた。
以降は時津風部屋付きの親方として、停年制度実施（1961年1月1日）まで協会に在籍した。

## 主な戦績
- 幕内在位：28場所
- 幕内成績：113勝156敗10分3預16休

### 場所別成績
| 1910年 （明治43年） | （前相撲）             | x                | 東序ノ口18枚目 3–1 1預 | x                       |
| 1911年 （明治44年） | 東序二段56枚目 4–1     | x                | 東序二段13枚目 4–1     | x                       |
| 1912年 （明治45年） | 東三段目34枚目 3–1 1預 | x                | 東幕下50枚目 2–1 2預   | x                       |
| 1913年 （大正2年） | 東幕下30枚目 3–1 1分   | x                | 東幕下21枚目 3–2       | x                       |
| 1914年 （大正3年） | 東幕下11枚目 0–4 1分   | x                | 東幕下29枚目 3–2       | x                       |
| 1915年 （大正4年） | 東幕下17枚目 4–1       | x                | 東十両14枚目 1–3 (1預) | x                       |
| 1916年 （大正5年） | 東幕下7枚目 1–4        | x                | 西幕下22枚目 3–2       | x                       |
| 1917年 （大正6年） | 東幕下13枚目 3–2       | x                | 東幕下7枚目 4–0 (1預)  | x                       |
| 1918年 （大正7年） | 東十両8枚目 2–2 1預    | x                | 東十両4枚目 4–1 1預    | x                       |
| 1919年 （大正8年） | 西前頭14枚目 4–5 1預   | x                | 西前頭11枚目 8–2       | x                       |
| 1920年 （大正9年） | 西前頭3枚目 1–8 1分)   | x                | 東前頭13枚目 6–3 1分   | x                       |
| 1921年 （大正10年） | 東前頭12枚目 5–4 1分   | x                | 西前頭8枚目 1–9        | x                       |
| 1922年 （大正11年） | 西前頭15枚目 7–3       | x                | 東前頭8枚目 3–5 2分    | x                       |
| 1923年 （大正12年） | 西前頭13枚目 6–4       | x                | 東前頭8枚目 4–7        | x                       |
| 1924年 （大正13年） | 東前頭12枚目 3–5 2分   | x                | 西前頭10枚目 7–3 1預   | x                       |
| 1925年 （大正14年） | 東前頭6枚目 4–7        | x                | 西前頭9枚目 4–4 2分1預 | x                       |
| 1926年 （大正15年） | 西前頭6枚目 4–7        | x                | 東前頭10枚目 6–5       | x                       |
| 1927年 （昭和2年） | 西前頭2枚目 1–5–4 1分  | 西前頭2枚目 2–9  | 西前頭13枚目 6–5       | 東前頭9枚目 4–6–1       |
| 1928年 （昭和3年） | 東前頭8枚目 2–9        | 西前頭7枚目 4–7  | 西前頭11枚目 5–6       | 西前頭11枚目 4–7        |
| 1929年 （昭和4年） | 東前頭14枚目 5–6       | 東前頭14枚目 4–7 | 西前頭15枚目 3–8       | 西前頭15枚目 引退 0–0–0 |
| 各欄の数字は、「勝ち-負け-休場」を示す。 優勝 引退 休場 十両 幕下 三賞：敢=敢闘賞、殊=殊勲賞、技=技能賞 その他：★=金星 番付階級：幕内 - 十両 - 幕下 - 三段目 - 序二段 - 序ノ口 幕内序列：横綱 - 大関 - 関脇 - 小結 - 前頭（「#数字」は各位内の序列） |                        |                  |                        |                         |

- 1927年10月の1休は相手力士の休場によるもの